# Stanislav Minařík
Stanislav Minařík (6. ledna 1884, Bitouchov u Semil – 1. března 1944 Lety u Dobřichovic) byl český nakladatel a překladatel z polštiny a ruštiny.

## Život
Narodil se v rodině řídícího učitele v Bítouchově (tehdejším pravopisem Bytouchov) Františka Minaříka a jeho manželky Anny Kateřiny, rozené Pfeifrové. V roce 1904 vystoupil z římskokatolické církve a zůstal bez vyznání.
Byl ženat, s manželkou Bohumilou, rozenou Tulachovou (1884) měl syna Vladimíra (1908) a dceru Jarmilu (1909). Bohumila Minaříková je uváděna jako nakladatelka u řady vydání Minaříkových překladů.
Stanislav Minařík založil Knihovnu slovanských autorů (1909–1911) a její pokračování Knihy Země (od 1919), později přejmenovanou na Minaříkova knihovna. Vydával měsíčník Kniha.
Nakladatelská činnost manželů Minaříkových, která měla veliký vliv na šíření slovanské literatury, nebyla ale ekonomicky příliš úspěšná. Jejich sklad vykoupilo v roce 1924 nakladatelství Kvasnička a Hampl.
V dubnu 1926 byl Stanislav Minařík jedním ze zakládajících členů Klubu moderních nakladatelů Kmen. Z klubu ale ještě během dvacátých let vystoupil.

## Dílo
V povídkách z Podkrkonošska, zveřejněných v denících a časopisech, vzpomínal Mařík na rodný Bítouchov (Bytouchov); v některých obec přímo jmenoval.

### Překlady
- Láska k bližnímu: žert o jednom obrazu – Leonid Andrejev. Praha: Bohumila Minaříková, 1909
- Syn člověka – Leonid Andrejev. Praha: B. Minaříková, 1909
- Ze života nepatrné ženy – Michail Arcybašev. Praha: B. Minaříková, 1909
- Milliony – M. Arcybašev. Praha: J. R. Vilímek, 1909
- Pod dozorem – E. Čirikov. Praha: B. Minaříková, 1909
- Dni našeho žití: láska studentova – Leonid Andrejev. 1910
- Život člověka: hra o 5 obrazech s prologem – Leonid Andrejev. Praha: Knihovna slovanských autorů, 1910
- Zvíře – Vl. Kochanovskij. Smíchov: Stanislav Minařík, 1910
- Smrt Pavla I.: drama o pěti dějstvích – Dmitrij Sergejevič Merežkovskij; vyzdobil Vratislav Hugo Brunner: Praha: B. Minaříková, 1910
- Kůň bílý – V. Ropšin; úvodem studie D. S. Merežkovského. Praha: B. Minaříková, 1910
- Divoký bůh; Zlaté schodiště – Fedor Sologub. Praha: B. Minaříková, 1910
- Zpověď – Maxim Gorkij. Praha: Jan Laichter, 1911
- Malý ďábel – Fedor Sologub. Praha: Máj, 1911
- Zápisky z rusko-japonské války – Vikentij Veresajev. Praha: S. Minařík, 1911
- Její rozhodnutí – Valerij Brjusov; in: 1000 nejkrásnějších novel... č. 18. Praha: J. R. Vilímek, 1911
- V soumraku: Chmurní lidé – A. P. Čechov; přeložili A. G. Stín, Vincenc Červinka, S. Minařík a J. K. Pojezdný. Praha: Jan Otto, 1912
- Povídky – Z. N. Gippius. Hradec Králové: Bohdan Melichar, 1912
- Co píšou odsouzení před popravou: publicistovy poznámky o trestu smrti – Vladimir Korolenko. Praha: Josef Pelcl, 1912
- Život Vasilije Fivejského – Leonid Andrejev: Louny: Josef Rössler, 1914
- To, čeho nebylo: (Tři bratří) – V. Ropšin. Praha: František Borový, 1914
- Věda lásky – D. S. Merežkovskij; in: 1000 nejkrásnějších novel... č. 65. Praha: J. R. Vilímek, 1914
- Historie... – Tat'jana Ščerpkona-Kupernik; in: 1000 nejkrásnějších novel... č. 78. Praha: J. R. Vilímek, 1914
- Sladší než jed – Fedor Sologub. Praha: F. Borový, 1915
- Výrostek – F. M. Dostojevskij. Praha: František Topič, 1916
- Stará země – Jerzy Žulawski. Praha: Bedřich Kočí, 1916
- Vítěz – Jerzy Žulawski. Praha: B. Kočí, 1916
- Noc na břehu řeky a jiné povídky – Anton Pavlovič Čechov. Praha: B. Kočí, 1917
- Chlapec u Kristova vánočního stromku a jiné povídky – F. M. Dostojevskij. Praha: B. Kočí, 1917
- Ves Stepančikovo a její obyvatelé: ze zápisků neznámého – F. M. Dostojevskij. Praha: Ludvík Bradáč, 1917
- Povídky o novém životě – Z. N. Gippius. Hradec Králové: B. Melichar, 1917
- Městečko Okurov: kronika – Maksim Gorkij. Praha: F. Topič, 1917
- Povídka o dnech mého života, radostech mých a strastech – Ivan Volnyj. Praha: F. Borový, 1917/1918
- Žárlivost: drama o pěti dějstvích – M. Arcybašev. Praha: S. Minařík,1918
- Aleksandr I. – D. S. Merežkovskij. Praha: F. Borový, 1918
- Děti bídy. Díl I. Díl II. – Stanisław Przybyszewski. Praha: S. Minařík, 1918, 1920
- Zpěváci a jiné povídky – Ivan Sergějevič Turgeněv. Praha: B. Kočí, 1918
- Jidáš Iškariotský a jiní – Leonid Andrejev. Praha: Alois Srdce, 1919
- Humoresky – Arkadij Averčenko. Praha: S. Minařík, 1919
- Bílý lev – Jerzy Bandrowski; přeložili Stanislav Minařík a Josef Pelíšek; obálka a titulní kresba V. H. Brunnera. Praha: S. Minařík, 1919
- Historie mého vrstevníka. Díl I. Díl II. – Vladimír Korolenko. Praha: S. Minařík, 1919
- Manželství z vášně – Alexej Feofilaktovič Pisemskij. Praha: F. Topič, 1919
- Kůň plavý – V. Ropšin. Praha: S. Minařík, 1919
- Strana: revoluční román – Edward Słonski. Praha: Žatva, 1920
- Exponto – Ivo Andrič. Praha: Stanislav Minařík, 1921–
- Bratří Karamazovi: román o čtyřech dílech s epilogem. Díl I. Díl II. Díl III. Díl IV a epilog. – F. M. Dostojevskij. Praha: S. Minařík, 1923
- Chudí lidé: román – F. M. Dostojevskij. Praha: S. Minařík, 1923
- Čtrnáctého prosince – D. S. Merežkovskij. Praha: S. Minařík, 1923
- Tajná moudrost východu – D. S Merežkovskij. Praha: S. Minařík, 1923
- Věčný manžel – F. M. Dostojevskij. Praha: S. Minařík, 1924
- Dvojník: petrohradská báseň – F. M. Dostojevskij. Praha: Kvasnička a Hampl, 1924
- F. M. Dostojevskij ve vzpomínkách vrstevníků, dopisech a poznámkách – sestavil Č. Větrinskij. Praha: Kvasnička a Hampl, 1924
- Ohnivý anděl: román o XVI hlavách – Valerij Jakovlevič Brjusov; podle druhého, opraveného vydání. Praha: Kvasnička a Hampl, 1925
- Ponížení a uražení – F. M. Dostojevskij. Praha: Kvasnička a Hampl, 1925
- Zločin a trest: román o 6 dílech s epilogem – F. M. Dostojevskij. Praha: Kvasnička a Hampl, 1925
- Běsové: román o třech dílech – F. M. Dostojevskij. Praha: Kvasnička a Hampl, 1925
- Idiot: román o čtyřech dílech – F. M. Dostojevskij. Praha: Kvasnička a Hampl, 1925
- Historie mého vrstevníka. III, První studentská léta – Studentská léta – Na Petrovské akademii – Vladimír Korolenko. Praha: Kvasnička a Hampl, 1925
- Tutanchamon na Krétě – D. S. Merežkovskij. Praha: Kvasnička a Hampl, 1925
- Poslední sněm republiky: historický román – Władysłav St. Reymont. Praha: S. Minařík, 1925
- Rok 1794: Nil desperandum: historický román – Władysław St. Reymont. Praha: S. Minařík, 1925
- První láska: novela – I. S. Turgeněv; úprava, lepty a návrh vazby od Cyrila Boudy. Praha: S. Minařík, 1925
- Rok 1794: Povstání: historický román – Władysław St. Reymont. Praha: S. Minařík, 1926
- Miťova láska – Ivan Bunin. Praha: S. Minařík, 1926
- Zápisky z mrtvého domu. Díl I. Díl II. – F. M. Dostojevskij. Praha: Kvasnička a Hampl, 1926
- Cizí žena a muž pod postelí: neobyčejná událost – F. M. Dostojevskij; ilustroval Vlastimil Rada. Praha: S. Minařík, 1926
- Oblomov: román o čtyřech dílech. Díl 1.–2. Díl 3.–4. – Ivan Aleksandrovič Gončarov. Praha: S. Minařík, 1926–1927
- Obyčejná historie: román – I. A. Gončarov. Praha: S. Minařík, 1926
- Lili – Władysław St. Reymont. Praha: S. Minařík, 1926
- Na líše: novely – Władysław St. Reymont. Praha: S. Minařík, 1926
- Vzpoura: pohádka – Władysław St. Reymont. Praha: S. Minařík, 1926
- Kniha povídek – Leonid Andrejev; přeložili Josef Pelíšek, Stanislav Minařík a Vincenc Červinka; in: Slavica česká a slovenská za leta 1914–1925. Praha: Slovanská knihovna Ministerstva zahraničních věcí ČSR, 1926
- Strž: román o pěti dílech. Díl I–II. Díl III–V. – I. A. Gončarov. Praha: S. Minařík, 1927
- Fregata Pallada: cestovní obrázky. Díl 1. Díl 2. – I. A. Gončarov. Praha: S. Minařík, 1927
- Ruské dějiny – Vasilij Osipovič Ključevskij. Praha: S. Minařík, 1927–1929
- Jitření: román – Władysław St. Reymont. Praha: S. Minařík, 1927
- Komediantka: román – Władysław St. Reymont. Praha: S. Minařík, 1927
- Dobrodružství Čičikovova, neboli, Mrtvé duše – Nikolaj Vasiljevič Gogol. Praha: S. Minařík, 1928
- Silný člověk. Díl 1. Díl 2. Díl 3. – Stanisław Przybyszewski. Praha: S. Minařík, 1928
- Upír: román – Władysław St. Reymont. Praha: S. Minařík, 1928
- Zlatá kresba: román – Boris Zajcev. Praha: S. Minařík, 1928
- Všeobecné dějiny – Naděžda Alexandrovna Teffi, Ossip Dymov, Arkadij Timofefevič Averčenko. Praha: S. Minařík, 1928
- Zaslíbená země: román – Vładysłav St. Reymont. Praha: S. Minařík, 1929
- Lovcovy zápisky – I. S. Turgeněv. Praha: S. Minařík, 1929
- Večery na dědince nedaleko Dikaňky: povídky vydané včelařem Rudým Paňkem – N. V. Gogol. Praha: S. Minařík, 1930
- Andrej Kolosov a jiné povídky – I. S. Turgeněv. Praha: S. Minařík, 1930
- Rudin; Šlechtické hnízdo – I. S. Turgeněv. Praha: S. Minařík, 1930
- V předvečer; Otcové a děti – I. S. Turgeněv. Praha: S. Minařík, 1930
- Píseň jásající lásky: (MDXLII.) – I. S. Turgeněv; dřevoryty a grafická úprava Cyrila Boudy. Praha: S. Minařík, 1930
- Dým; Novina – I. S. Turgeněv. Praha: S. Minařík, 1930
- Na stříbrném globu – Jerzy Žulawski; illustroval Václav Čutta. Praha: B. Kočí, 1930
- Nos a jiné povídky – N. V. Gogol. Praha: S. Minařík, 1931
- Mirgorod: povídky, které jsou pokračováním Večerů na dědince nedaleko Dikaňky – N. V. Gogol. Praha: S. Minařík, 1931
- Petr I: román – Aleksej Nikolajevič Tolstoj. Praha: S. Minařík, 1931–1947
- Básně v próze – I. S. Turgeněv. Praha: S. Minařík, 1931
- Jarní vody – I. S. Turgeněv. Praha: S. Minařík, 1931
- Přízraky a jiné povídky – I. S. Turgeněv. Praha: S. Minařík, 1931
- Zátiší a jiné povídky – Ivan Sergejevič Turgeněv. Praha: S. Minařík, 1931
- Cesta Dostojevského – Leonid Grossman. Praha: S. Minařík, 1933
- Ježíš neznámý. Díl I. Díl II. – D. S. Merežkovskij. Praha: Kvasnička a Hampl, 1933, 1935
- Janino putování: román – Ewa Szelburg-Zarembina. Praha: Melantrich, 1936
- Čajkovskij – Nina Berberova; dřevoryt a grafická úprava Cyrila Boudy. Praha: F. Topič, 1937
- Navrácené mládí – Michail Zoščenko; doplněné Vlastou Hilskou. Praha: Vladimír Minařík, 1946
- Sklárna: hra z pětiletky – František Spitzer; Zázrak v pustině: žert o 1 dějství – Valentin Katajev. Praha: ÚRO, 1948
- Snídaně u maršálka: komedie o jednom dějství – I. S. Turgeněv. Praha: Dilia, 1954
- Samantho, řekni ano! – Barbara Cartland. Praha: Ivo Železný, 1993
- Zdrženlivý ženich – Barbara Cartlandová. Praha: Ivo Železný, 1993
- Plášť – N. V. Gogol. Lubomír Krupka, 2020

### Vydal
- Pokrokové noviny: týdenník pro okresy: Český Dub, Lomnice nad Popelkou, Mladá Boleslav, Mnichovo Hradiště, Nové Benátky, Semily, Sobotka, Turnov a Železný Brod. Mladá Boleslav: 1905–1907
- Mrkodol: povídky – Dinko Šimunović; z chorvatštiny přeložil F. Vever. 1910
- Syn Páně – František Mareš. 1916
- Leták – Eduard Bass aj.; redakce Stanislav Minařík. 1917–1918
- Píseň císaře Viléma – Jiří Hausmann; s karikaturou Zdeňka Kratochvíla. 1918
- Šibeničky – časopis. 1918–1920
- Masarykovy projevy a řeči za války. I – předmluvu napsal Prokop Maxa. 1919
- Těsnou branou – Josef Pelíšek; vypravil V. H. Brunner. 1919
- Úzkou cestou – Josef Pelíšek. 1919
- Dějiny amerického lidu. Díl I. Díl II. Díl III. – Woodrow Wilson; přeložil Emilian Barthell. 1919–1927
- Boleslav Ukrutný: tragédie o třech dějstvích – František Zavřel. 1919
- Veřejné knihovny: jejich vývoj a správa – Ladislav Jan Živný. 1919
- Revoluční verše. I – sestavil Stanislav Minařík. 1919
- Drobné obrázky z velké doby – Jan Hajšman. 1919, 1922
- Vznik nového náboženství – Ladislav Kunte. 1920
- Nebohý princ a jiné povídky – A. J. Kuprin; přeložila S. Rouštecká. 1920
- Měsíc: fantasie – Jiří Mahen. 1920
- Masarykovy projevy a řeči za války. II, Dokumenty k Masarykovu pobytu v Rusku – sebral a k tisku připravil a předmluvu napsal Jaroslav Papoušek. 1920
- Z Puškinovy lyriky – přeložil V. A. Jung. 1920
- S Francií za svobodu světa: čeští dobrovolníci ve francouzské armádě (cizinecká legie) 1914–1918. 1920
- Třídění bibliologické: úvod do theorie a praxe třídění bibliotečního a bibliografického – L. J. Živný: 1920
- Návrat presidenta Masaryka do vlasti – 1920
- Chaloupka – příloha časopisu Země. 1920–1922
- Kniha: revue pro knihovnictví a bibliografii – 1919–1920
- Patricij – John Galsworthy; přeložil Čeněk Syrový. 1921
- Kristus a Antikrist: trilogie. – D. S. Merežkovskij; přeložili A. Tesková, Josef Pelíšek. 1921–1924
- Muka a zdání – Jan Opolský. 1921
- Krejčí hrdina – Václav Říha. 1921
- Před branami východu: několik listů z cest: památce sibiřské armády – Antonín Trýb. 1921
- Král Přemysl Otakar druhý: tragédie ve třech dějstvích – František Zavřel. 1921
- Obnova českého bratrství – Jan Rokyta. 1922
- Divoké povídky – Jiří Haussmann. 1922
- Velkovýroba ctnosti: nepravidelný román – Jiří Haussmann. 1922
- O naší nynější filosofii – Emanuel Rádl. 1922
- Studentský časopis – 1922–1942
- Atheneum: vědecký sborník – řídí Vilém Mathesius a Emanuel Rádl. 1923
- Praha a Čechové – Arkadij Averčenko; přeložil Jiří Zákostelna. 1923
- Robinson a jiné veselé povídky – Jarmila Hašková. 1923
- Mluvnice jazyka anglického pro školy, kroužky a samouky – sestavil V. A. Jung. 1923
- Slované po válce – T. G. Masaryk. 1923
- Vyšinutí: román – Vojtěch Mixa.1923
- Slavnosti večerní: básně 1920–1921 – Bartoš Vlček.1923
- Modrá hvězda: román – Boris Zajcev; přeložil Jaroslav Ryšánek. 1923
- Písně kosmické – Jan Neruda; úprava, litografie a návrh vazby od Cyrila Boudy. 1925
- Sedláci. Sv. 1, Sv. 2, Sv. 3, Sv. 4 – Władysław St. Reymont; přeložil Č. Syrový. 1926
- Spirála dní: 1920–1924 – Jan Šnobr; úprava, lept a návrh vazby od Cyrila Boudy. 1926
- Sníh na horách: psáno roku 1925 až 1927 – Fráňa Velkoborský. 1928